# Caça às bruxas

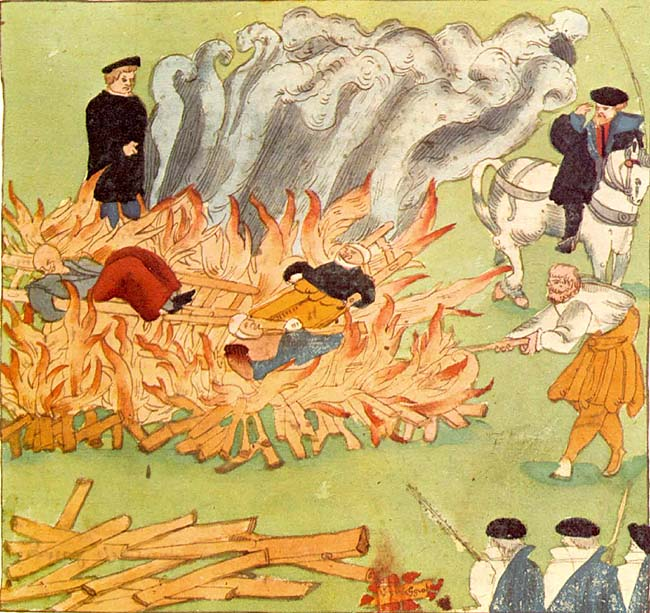
Morte na fogueira de três "bruxas" em Baden, na Suíça (1585), por Johann Jakob Wick

A caça às bruxas é um movimento de perseguição religiosa, política e social cujo período clássico foi iniciado no século XV, atingindo seu apogeu nos séculos XVI a XVIII, principalmente na Alemanha, Escandinávia, Inglaterra, Escócia, Suíça e, em menor escala, na Polônia, Rússia, Finlândia, Islândia, Irlanda, França, Portugal, Itália, Áustria e Império Espanhol, e resultando em cerca de trinta e cinco mil a cinquenta mil execuções. O livro mais expressivo sobre o assunto é o "Martelo das Feiticeiras" (do latim: Malleus Maleficarum) de 1487.
Atualmente, o termo “caça às bruxas” se refere a qualquer investigação geralmente conduzida com muita publicidade, supostamente com o objetivo de revelar atividade subversiva, deslealdade ou corrupção, mas que busca enfraquecer a oposição política.
Em algumas regiões da África subsariana, no norte da Índia, no Nepal e na Papua Nova Guiné, foram noticiadas caçadas às bruxas contemporâneas, e legislação oficial contra a bruxaria ainda hoje se encontra na Arábia Saudita e nos Camarões.

## Relação da sociedade com a bruxaria ao longo da História

### Antiguidade (4000 a.C.–476 d.C.)
O castigo contra feiticeiros maléficos já existia em muitas sociedades antigas, leis antifeitiçaria apareciam nos primeiros códigos legais preservados. Tanto no Egito como na Babilônia, desempenhou um papel conspícuo. O Código de Hamurabi, de cerca do ano 1772 a.C., prescreve que:
"Se um homem lançou um feitiço sobre outro homem e este ainda não foi justificado, aquele sobre quem o feitiço foi lançado deverá ir ao rio sagrado; ele deverá mergulhar no rio sagrado. Se o rio sagrado o vencer e ele se afogar, o homem que lançou o feitiço tomará posse de sua casa. Se o rio sagrado o declarar inocente e ele permanecer ileso, o homem que lançou o feitiço será condenado à morte. Aquele que mergulhou no rio tomará posse da casa de quem lançou o feitiço sobre ele."
A Bíblia hebraica condenava a feitiçaria. Deuteronômio 18:10-12 declara "Não permitam que se ache alguém no meio de vocês que queime em sacrifício o seu filho ou a sua filha; que pratique adivinhação, ou se dedique à magia, ou faça presságios, ou pratique feitiçaria, ou faça encantamentos; que seja médium, consulte os espíritos ou consulte os mortos.O Senhor tem repugnância por quem pratica essas coisas, e é por causa dessas abominações que o Senhor, o vosso Deus, vai expulsar aquelas nações da presença de vocês. E Êxodo 22:18 prescreve "A Feiticeira não deixarás viver"; episódios como o do Primeiro Livro de Samuel 28, relatam como Saul tinha expulsado do país os médiuns e os espíritas.
Em 451 a.C., as Doze Tábuas do direito romano tinham provisões contra encantamentos e feitiços mal intencionados que podiam danificar culturas de cereais. Em 331 a.C., 170 pessoas teriam sido executadas por possível bruxaria após uma doença epidêmica desconhecida ter atingido a Itália Central, embora todo o episódio seja posto em dúvida.
Em 186 a.C., o senado romano emitiu um decreto restringindo severamente as celebrações a Dioniso, deus do vinho. Magia, adivinhação, e cultos estrangeiros foram associados a traição, e alegadamente cinco mil pessoas executadas por usarem feitiçaria. Posteriormente, o Estado romano expulsou e executou periodicamente astrólogos e feiticeiros, e vários dos primeiros imperadores proibiram práticas divinatórias que poderiam alimentar conspirações contra si.
Em 81 a.C., o cônsul romano Sula promulgou a lei Lex Cornelia de sicariis et veneficis, que proibia o comércio e posse de drogas nocivas, venenos, livros mágicos e outras parafernálias ocultistas. Estrabão, Caio Cílnio Mecenas, Dião Cássio e muitos outros confirmaram a tradicional oposição dos antigos contra a bruxaria e adivinhação. Nessa mesma época, um clérigo israelita chamado Semeon ben Shetach condenou à morte 80 mulheres que haviam sido acusadas de bruxaria em um único dia na cidade de Ascalão. Mais tarde, os parentes das mulheres se vingaram trazendo falsas testemunhas contra o filho de Semeão, fazendo com que ele fosse executado. Nesse tempo, esse tipo de situação já ocorria.[carece de fontes?]
O historiador Suetônio refere que o Imperador Augusto mandou queimar publicamente mais de 2 mil livros de bruxaria, escritos em latim e grego, que confiscou em Roma no ano 31 a.C. O imperador Constantino, decretou entre 317–319 leis de combate à bruxaria, lei que depois foi incorporada no código do imperador Teodósio: "Esses homens que praticam a magia e dos quais se tenha demonstrado que conspiraram contra a segurança dos indivíduos, ou que transformaram em seres lúbricos espíritos até então virtuosos, serão castigados e corrigidos como merecem pelas mais severas leis". Em 354 da era cristã, enquanto Tiberius Claudius era imperador, 45 homens e 85 mulheres, todos suspeitos de feitiçaria, foram executados.
A caça às bruxas continuou até o final do século IV (301–400), quando o católicismo se tornou religião oficial do Império Romano na década de 390. O desejo da Igreja Católica de inibir a caçada de bruxas aparece nos concílios de Elvira (306) e Ancira (314), que impuseram certas penitências eclesiásticas suaves.

### Idade Média arcaica (476–800)
Esse ceticismo ficou explicito nos decretos de Trullo em 692 e Paderborn em 785 que proibia as pessoas de dedurar bruxas e condenou à morte aqueles que pensavam em queimar bruxas. O código Lombardo de 643 dizia:
"Que ninguém pretenda matar alguém ou uma estrangeira como bruxa, pois não é possivel, nem deve ser acreditado por mentes cristãs"
O Concílio de Frankfurt em 794, convocado por Carlos Magno, também foi muito explícito ao condenar a perseguição de supostas bruxas, chamando a crença na bruxaria "supersticiosa" e ordenando a pena de morte para aqueles que presumiam queimar bruxas. Outros exemplos incluem um sínodo irlandês em 800, e um sermão de Agobard de Lyon (810).

### Alta Idade Média (800–1200)

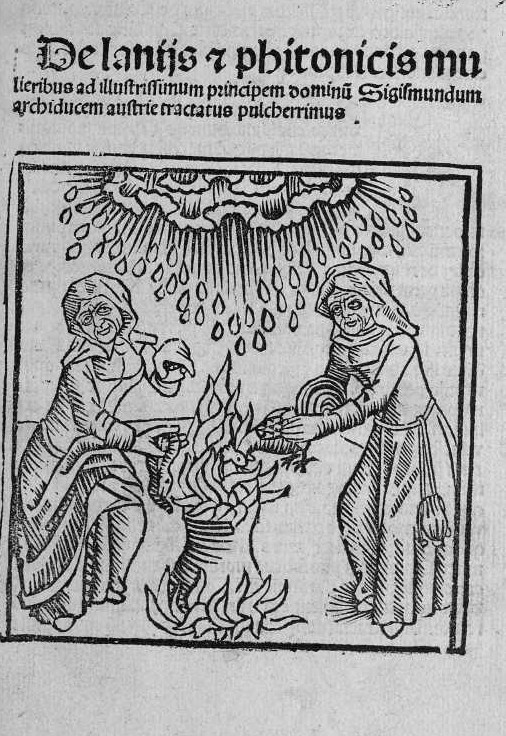
De Lamiis et Pythonicis Mulieribus, de Ulrich Molitor, foi publicado em 1489. A posição de Molitor é a mesma da antiga lei católica, o Canon Episcopi (de 906), que considerava a feitiçaria uma ilusão.

Durante a Alta Idade Média, o ceticismo em relação às bruxas aumentou. No ano 906, século X (901–1000), uma lei canônica da Igreja, o Canon Episcopi, afirmava que é heresia acreditar em bruxas e bruxarias e que essa crença popular era comportamento pagão.[carece de fontes?]
O rei Kálmán (Colomano) da Hungria, no Decreto 57 de seu Primeiro Livro Legislativo (publicado em 1100), proibiu a caça às bruxas e disse: "as bruxas não existem".
O "Decretum" de Burcardo, Bispo de Worms (1020), especialmente o seu 19.º livro, é outro trabalho de grande importância. Burchard estava escrevendo contra a crença em poções mágicas, como por exemplo, que podia provocar impotência ou aborto. [carece de fontes?]Este também foi condenado por vários Padres da Igreja. Mas ele rejeitou também a possibilidade de muitos outros poderes alegados das bruxas. Tais, por exemplo, voar com uma vassoura mágica nas noites de sábado, mudar a disposição de uma pessoa do amor para o ódio em relação a outra pessoa, o controle do trovão, da chuva e do sol, a transformação de pessoas em animais, a relação sexual de íncubos e súcubus com seres humanos e entre outros. Não só a tentativa de praticar tais coisas, mas a própria crença em sua possibilidade, é tratada por Burcardo como falsa e supersticiosa.[carece de fontes?]
O papa Gregório VII, em 1080, escreveu ao rei Haroldo III da Dinamarca, proibindo que as bruxas fossem mortas por presunção de terem causado tempestades, fracassos de colheitas ou pestilências. Em muitas ocasiões, os eclesiásticos usaram a sua autoridade para desenganar o povo da sua crença supersticiosa na bruxaria.[carece de fontes?]
A partir de então, mulheres que praticavam curandeirismo e benzedorismo passaram a ser uma das figuras mais respeitadas na sociedade Medieval, principalmente nas áreas rurais, chamadas de “mulheres sábias” em todo o continente europeu. Eram geralmente viúvas ou solteiras, com enorme conhecimento de ervas medicinais. Embora fossem pessoas miseráveis, tinham grande prestígio social, pois serviam como faz-tudo: parteiras, adivinhas, terapeutas, enfermeiras, médicas e entre outros.[carece de fontes?]
Por outro lado, pessoas que praticavam magia negra, goética, enoquiana e outros, também aproveitaram essa época dourada e tolerante para as praticas mágicas e ocultismo. Fazendo valer seus caprichos, amaldiçoando inimigos e enfeitiçando amantes.[carece de fontes?]

### Baixa Idade Média (1200–1500)

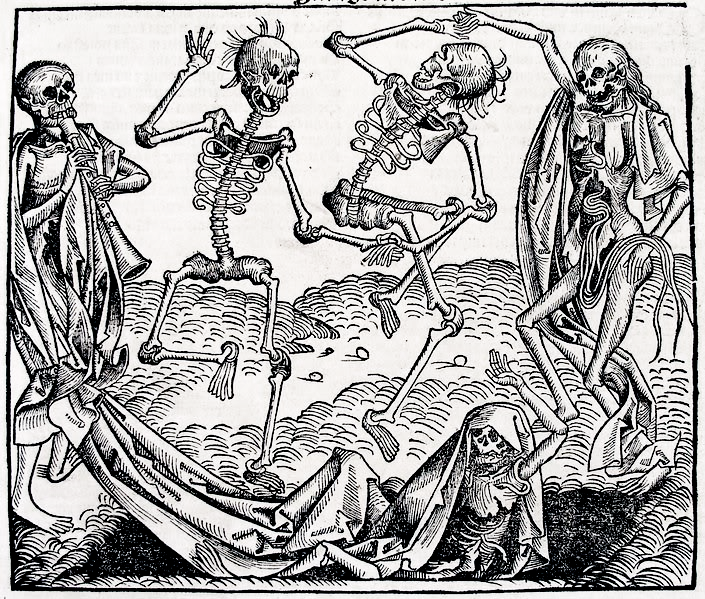
Os períodos de fome e peste do século XIV disseminaram a ideia de que pessoas conspiravam contra os reinos cristãos.

As atitudes de relativa tolerância da Igreja foram-se modificando gradualmente durante os séculos XII e XIII. Já Tomás de Aquino, na Summa Theologiae, argumentava que os demónios poderiam assumir uma forma física, e ter relações sexuais com humanos. Segundo Aquino, os demónios femininos recolhiam o sémen dos humanos e mais tarde, já como íncubos, poderiam fecundar as mulheres com ele.
Em 1230, a Inquisição Episcopal (1184–1230) é substituída pela Inquisição Papal. Eram tribunais eclesiásticos para identificar hereges, oficializados em 1233. Nesta data, o Papa Gregório IX publica a primeira bula da história contra a feitiçaria, Vox in Rama, que afirma como real a presença do Diabo em cerimónias secretas, onde podia assumir a forma de diversos animais, entre eles um gato preto a que os "devotos" beijavam o ânus, e encomenda pela primeira vez os dominicanos como inquisidores em Regensburg.
A Igreja Católica acusava frequentemente as heresias ou rebeliões nascentes de adoração de demónios e rituais mágicos. No episódio pouco conhecido da Cruzada de Stedinger, em 1233, que foi uma revolta camponesa contra impostos e apropriação de terras foi esmagada com milhares de mortes; os revoltosos foram acusados de realizar orgias e venerar demónios. Também os Cátaros, massacrados na Cruzada Albigense, (1209–1244), foram acusados pelos ortodoxos de profanação da cruz e dos sacramentos, canibalismo, convenções secretas durante a noite, renúncia formal a Cristo, e orgias sexuais.
Em 1307, a Igreja acusou de heresia a Ordem dos Templários. Entre as acusações estavam heresia, bruxaria, adoração do diabo, e homossexualismo, "provadas" por meio de torturas severas.
Na França, em 1317, o bispo Hugues Géraud foi executado por usar a feitiçaria na tentativa de matar o papa João XXII. Em 1326 (ou 1327), esse mesmo papa emitiu a bula Super Illius Specula, a partir da qual a bruxaria passou ao rol de heresia já que, de acordo com as teorias correntes, implicava pactos demoníacos e infidelidade à fé cristã.
Em 1324 o bispo de Ossory (Irlanda) Richard de Ledrede acusou Alice Kyteler, e várias pessoas associadas, de heresia e feitiçaria. Sob tortura, a serva de Alice, Petronilla de Meath, que seria queimada na fogueira alguns meses depois, confirmou que A. Kyteler mantinha relações sexuais com um demónio, um incubus.
No ano de 1329, em Carcassonne, Peter Recordi, um monge carmelita, foi condenado pela Inquisição por ter feito imagens com cera, sangue de sapos, e saliva, consagrando-as ao Diabo e escondendo-as nas casas de mulheres com quem pretendia ter relações sexuais. Seria também acusado de ter chamado Satanás em pessoa e sacrificar-lhe... uma borboleta.

Em 1376, é publicado o livro Directorium inquisitorum (ou Manual do Inquisidor) pelo teólogo e inquisidor catalão Nicolas Eymerich, que, entre outra heresias, definiu a bruxaria e descreveu os meios para descobrir e reconhecer as bruxas, assim como extrair confissões por meio de tortura. Em 1398, a Universidade de Paris declarou que o pacto demoníaco não precisava de nenhum documento assinado, pois o simples ato de convocar um demônio constituiu um pacto implícito.[carece de fontes?]

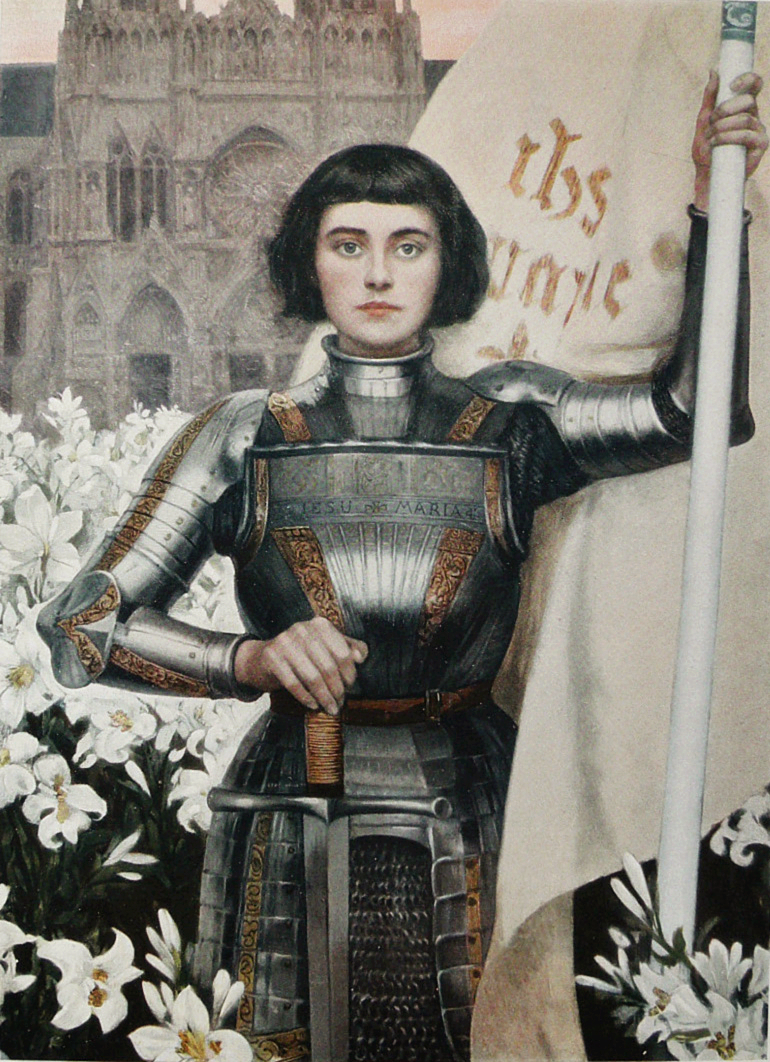
Joana d'Arc (Gravura de 1903 por Albert Lynch)

Talvez o julgamento de bruxa mais notório da história tenha sido o julgamento de Joana d'Arc em 1431. Embora o julgamento tenha sido politicamente motivado e o veredito posteriormente anulado, a posição de Joana como mulher e bruxa acusada tornou-se um fator significativo em sua execução. A punição de ser queimada viva (as vítimas geralmente eram estranguladas antes de serem queimadas) era reservada apenas para bruxas e hereges, implicando que um corpo queimado não poderia ser ressuscitado no Dia do Juízo Final.
Entre os anos 1376 e 1435, o ritmo de julgamentos aumentou de modo significativo, e entre os anos 1436 e 1500, o número de julgamentos por bruxaria na Europa foi, em média três vezes maior do que no período 1376–1435.
Entre 1435 e 1437, o teólogo alemão Johannes Nider escreveu um tratado em forma de diálogo, o Formicarius que só foi publicado pela primeira vez em 1475. Dizia que a feitiçaria era a obra de uma seita organizada de pessoas dos dois sexos participando de mortes rituais e canibalismo. Segundo Nider, as mulheres sendo inferiores aos homens físicamente, mentalmente e espiritualmente, eram por isso seduzidas mais facilmente por Satanás.

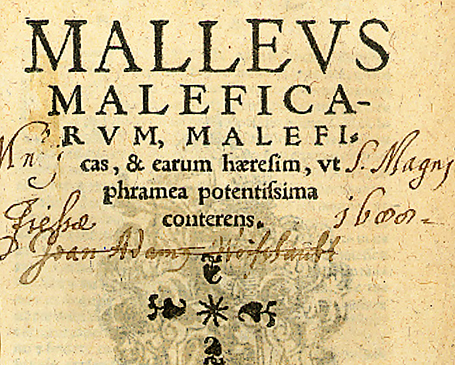
Malleus Maleficarum (ou o Martelo das Feiticeiras), de Heinrich Kramer (Capa da sétima edição em Colónia em 1520)

Por intermédio da bula Summis desiderantes affectibus de 5 de dezembro de 1484, o papa Inocêncio VIII reconheceu a existência da bruxaria, e deu aprovação para que a Inquisição procedesse "corrigindo, aprisionando, punindo e castigando" os bruxos.
Em 1487 foi lançado o livro Malleus Maleficarum, pelos inquisidores Heinrich Kraemer e James Sprenger. Com 28 edições esse volumoso manual define as práticas consideradas demoníacas. A maioria das citações no Malleus vêm de várias obras de Tomás de Aquino; o Formicarius de Johannes Nider é a fonte importante para a sua Seção II, e o Directorium Inquisitorum do inquisidor Nicholas Eymerich é uma fonte crucial para a Seção III.
A obra de Kraemer, "um catálogo de sadismo e perversão", conclui que as feiticeiras são geralmente mulheres, em razão da sua suposta credulidade e baixa inteligência. Já os homens, considerados mais fortes e inteligentes, estariam mais aptos a abominar a feitiçaria. As mulheres eram poços de sexualidade: "Tudo nelas é governado pela luxúria carnal, que nelas é insaciável […]" — diz Kraemer. "Bendito seja o Senhor Supremo que até hoje, preservou o macho deste tipo de comportamento tão vergonhoso, e tornou o homem claramente privilegiado, uma vez que Ele desejou nascer e sofrer em nosso nome, sob o disfarce de um homem."
O livro tornou-se uma espécie de compêndio sobre caça às bruxas e vai ter grande influência do outro lado do Atlântico no século XVII (1601–1700) sobre as comunidades puritanas nos Estados Unidos, tendo sido utilizado no famoso caso das bruxas de Salém. Com a popularização do Malleus Maleficarum depois do ano 1500, o número de julgamentos e execuções aumenta vertiginosamente.

### Idade Moderna (1500–1800)
A partir de 1517, iniciou-se a reforma protestante e a perseguição continuou pois os reformadores aceitavam também as ideias expostas no Malleus Maleficarum (Martelo das Feiticeiras).[carece de fontes?]

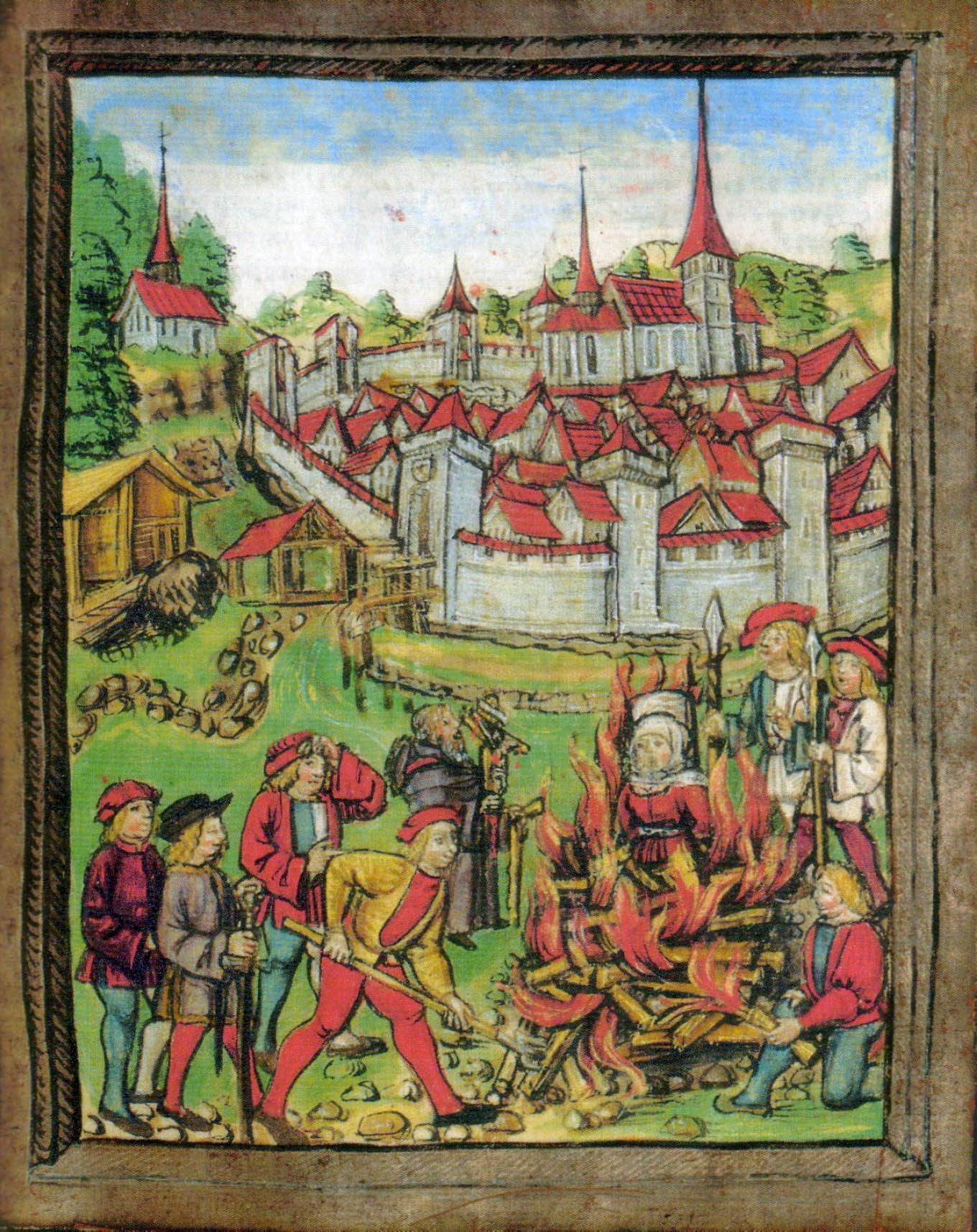
Queima de uma bruxa na fogueira na localidade de Willisau, Suíça (em 1447)

A caça às Bruxas na era moderna que varreu o centro e norte da Europa, aconteceu em um mundo sacudido pela Reforma Protestante e pela Contrarreforma, assolado por guerras religiosas e políticas e fustigada pela fome e pelas doenças. Esse é o período mais sanguinário da história, que atingiu tanto terras católicas como protestantes e ocorreu principalmente entre os anos 1560 e 1630.
O conceito de "bruxa" passou a ser bem mais amplo. Curandeiras e benzedeiras passaram a ser alvo fácil, já que as autoridades não viam mais distinção entre bruxas/feiticeiras, curandeiras e benzedeiras. Passou a ser difícil distinguir suas especificidades, pois todas estavam ligadas a magia e ao uso de ervas medicinais. Até o final da Idade Média, essa diferenciação estava bem clara, pois acreditavam que as bruxas enviavam o mal, enquanto as curandeiras o sanavam. Na Idade Moderna, no entanto, essa diferença desapareceu. [carece de fontes?]
Em alguns casos, também verificou-se alegações falsas de prática de "bruxaria" e de estar "possuído pelo demônio", com o fim de se apropriar ilicitamente de bens alheios ou como uma forma de vingança.
O período dos julgamentos de bruxas europeus, com a fase mais ativa e com o maior número de mortes, parece ter sido entre 1560 e 1630. O período de intensa caça às bruxas entre 1580 e 1630 foi ao mesmo tempo causa e efeito da proliferação de tratados de feitiçaria. No período entre 1560 e 1670 aconteceram entre quarenta mil a cem mil mortes.

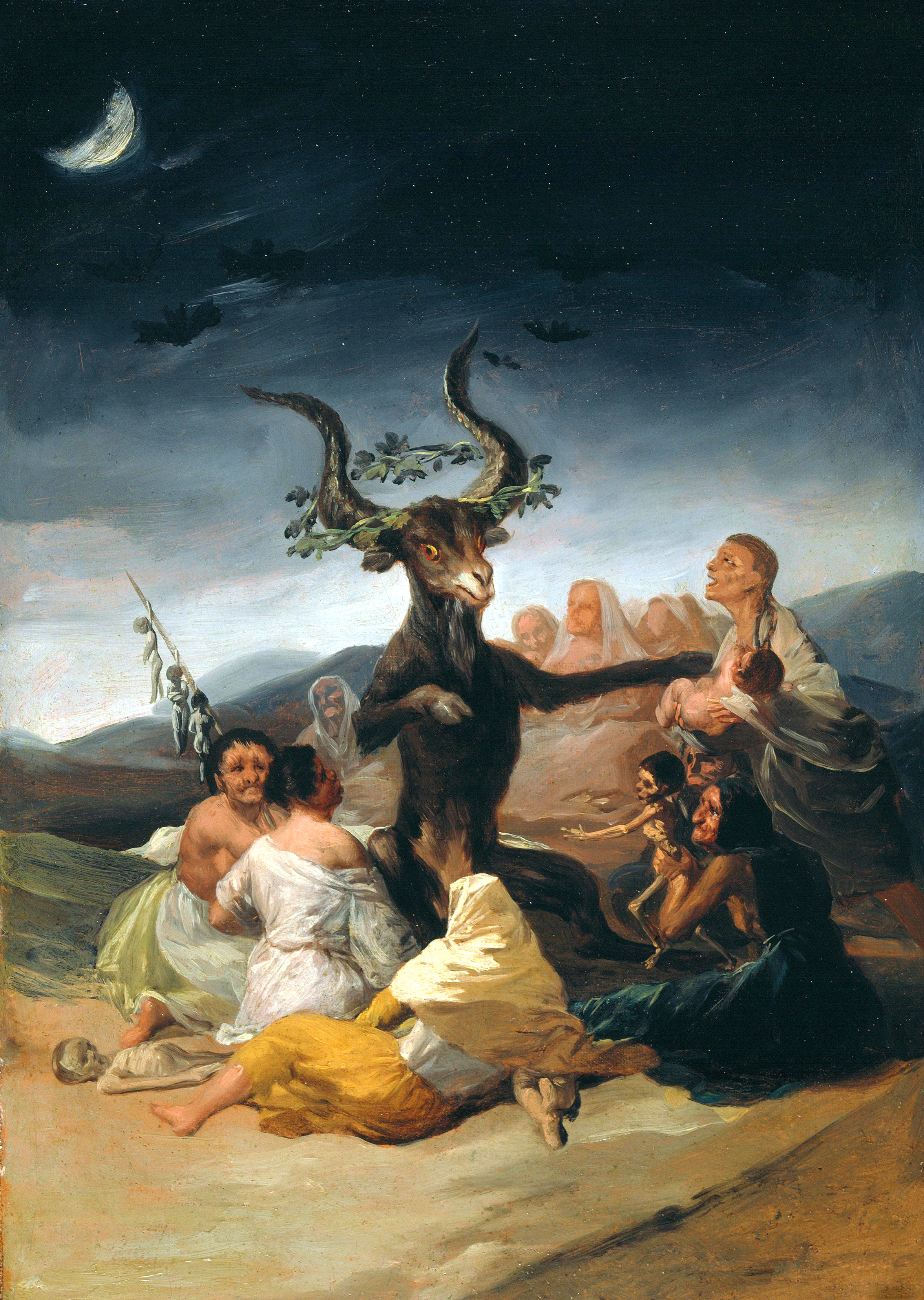
O Sabá das Bruxas, de Francisco de Goya (1798)

Vários autores debateram se os julgamentos de bruxas eram mais intensos em regiões católicas ou protestantes. No entanto, a intensidade não tinha tanto a ver com o catolicismo ou o protestantismo, pois ambas as regiões experimentaram uma intensidade variada de perseguições de bruxaria. Na Espanha católica e em Portugal, por exemplo, os números de julgamentos de bruxas eram escassos porque as Inquisições espanhola e portuguesa preferiam focar no crime de heresia pública em vez do crime de bruxaria, ao passo que a Escócia protestante tinha um número muito maior de julgamentos de bruxaria. Em contraste, os julgamentos de bruxas na Holanda protestante pararam mais cedo e estavam entre os menos numerosos da Europa, enquanto os julgamentos de bruxas em massa em larga escala que ocorreram nos territórios autônomos dos príncipes-bispos católicos no sul da Alemanha foram famosos em todos os países do mundo ocidental, e o escritor contemporâneo Herman Löher descreveu como eles afetaram a população dentro deles:
Os súbditos católicos romanos, agricultores, viticultores e artesãos das terras episcopais são as pessoas mais aterrorizadas do mundo, uma vez que os falsos julgamentos de bruxas afectam as terras episcopais alemãs incomparavelmente mais do que a França, Espanha, Itália ou Protestantes.
Julgamentos de bruxas em massa ocorreram no sul da Alemanha católica, a área mais significativa, em vagas entre as décadas de 1560 e 1620. Alguns julgamentos prolongaram-se por anos e resultaram em centenas de execuções de pessoas de vários sexos, idades e classes. Estes incluíram os julgamentos das bruxas de Trier (1581–1593), os julgamentos das bruxas de Fulda (1603–1606), os julgamentos das bruxas de Eichstätt (1613–1630), os julgamentos das bruxas de Wurtzburgo (1626–1631) e os julgamentos das bruxas de Bamberg (1626–1631).
Em 1590, os julgamentos das bruxas de North Berwick ocorreram na Escócia, e destacaram-se por o próprio rei, James VI, se ter envolvido. O Rei tinha desenvolvido o medo de que as bruxas planeassem matá-lo depois de ter sofrido tempestades no mar enquanto regressava da Dinamarca, onde reclamara a sua noiva, Ana, no início desse ano. O almirante da frota dinamarquesa apontou a esposa de um alto funcionário em Copenhaga, acusando-a de ter causado a tempestade. De retorno à Escócia, o rei ouviu falar de julgamentos que estavam a decorrer em North Berwick, e ordenou que os suspeitos lhe fossem trazidos — ele convenceu-se que um nobre, Francis Stewart, 5.º Conde de Bothwell, era um bruxo, e após este último ter fugido com medo da sua vida, foi banido como traidor. O rei criou subsequentemente comissões reais para caçar bruxas no seu reino, recomendando a tortura ao lidar com suspeitas, e em 1597, escreveu um livro sobre a ameaça que as bruxas representavam para a sociedade, intitulado Daemonologie. Nesse "manual de caça" o rei James nota que "a experiência diária" prova como elas [as bruxas] relutam em confessar sem tortura.
Os julgamentos das bruxas em Pendle, em 1612 são alguns dos mais proeminentes da história inglesa, e resultou no enforcamento de dez das onze vítimas que foram julgadas.

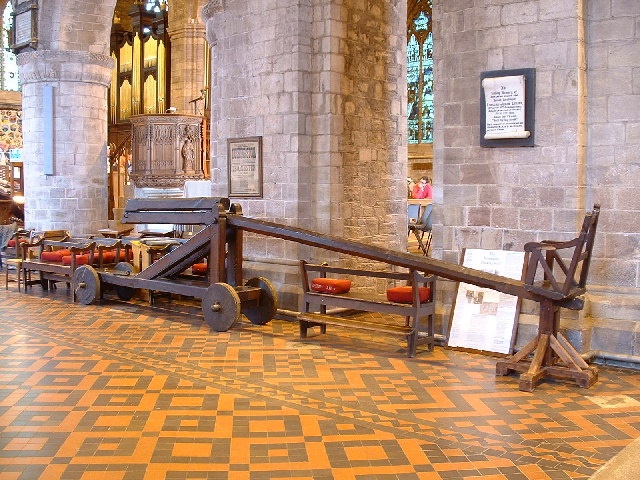
Dispositivo para o ordálio da água, conservado em Leominster, Inglaterra.

Em Inglaterra, a caça às bruxas atingiria seu auge de 1644 a 1647 devido aos esforços de Matthew Hopkins. Embora operando sem uma comissão oficial do Parlamento, Hopkins (denominando-se General Caçador de Bruxas) e os seus cúmplices cobraram pesadas taxas das cidades durante a Guerra Civil Inglesa. A onda de caça às bruxas de Hopkins foi breve, mas significativa: entre cem ou cerca de quatrocentas mortes são atribuídas ao seu trabalho. Hopkins escreveu um livro sobre seus métodos, descrevendo seu começo fortuito como caçador de bruxas, os métodos usados para extrair confissões e os testes que empregou para testar as acusadas: despindo-as para encontrar as "marcas de bruxa", usando o ordálio da água e picagem da pele. O teste da água, em que uma dita bruxa, amarrada a uma cadeira, era mergulhada na água para verificar se flutuava, tinha um resultado sempre comum do ponto de vista do observador: se a acusada era bruxa, flutuava, portanto seria executada, se não flutuasse, estaria inocente, mas morreria afogada.
O pânico das feiticeiras atingiu as partes mais remotas da Europa, (bem como a América do Norte mais tarde no século XVII), e alguns dos casos mais famosos foram os julgamentos das bruxas de Salisburgo, os julgamentos das bruxas suecas de Torsåker, em que foram decapitadas 71 pessoas num só dia (65 eram mulheres) e, um pouco mais tarde, em 1692, os julgamentos das bruxas de Salem em Nova Inglaterra.
A caça às bruxas começou a ocorrer na América do Norte enquanto Hopkins caçava bruxas em Inglaterra. Em 1645, quarenta e seis anos antes dos célebres julgamentos de bruxas de Salem, viveram-se as primeiras acusações norte-americanas de bruxaria quando marido e mulher, Hugh e Mary Parsons, se acusaram mutuamente de bruxaria. No primeiro julgamento de bruxaria da América, Hugh foi considerado inocente, enquanto Mary foi absolvida de bruxaria, mas ainda assim foi condenada a ser enforcada pela morte do seu filho. Ela morreu na prisão.

##### Caça às bruxas como fenômeno próprio da Época Moderna
É comum a ideia de que a caca as bruxas na Época Moderna seria um fenômeno que representaria um resquício da Idade Média. Essa afirmação se vem muito da ideia de que a modernidade trouxe um modo de se pensar mais "científico", e portanto,  com menos Influência de questões culturais da época. No entanto, de acordo com diversos autores, como G. MacDonald Ross, Stuart Clark e Eugenio Garin, no século XVII não havia linha clara de demarcação entre ocultismo, filosofia, religião e ciência. 
Também é possível comprovar essa falta de diferenciação entre ciência e outras áreas em fontes primarias de textos do século XVII, como De Augmentis scientiarum, de Francis Bacon, onde o autor afirma que o fins da magia eram nobres e que ela aplicaria conhecimentos de formas ocultas para diferentes efeitos. A magia seria tanto uma iluminação mística quanto obra da ciência.

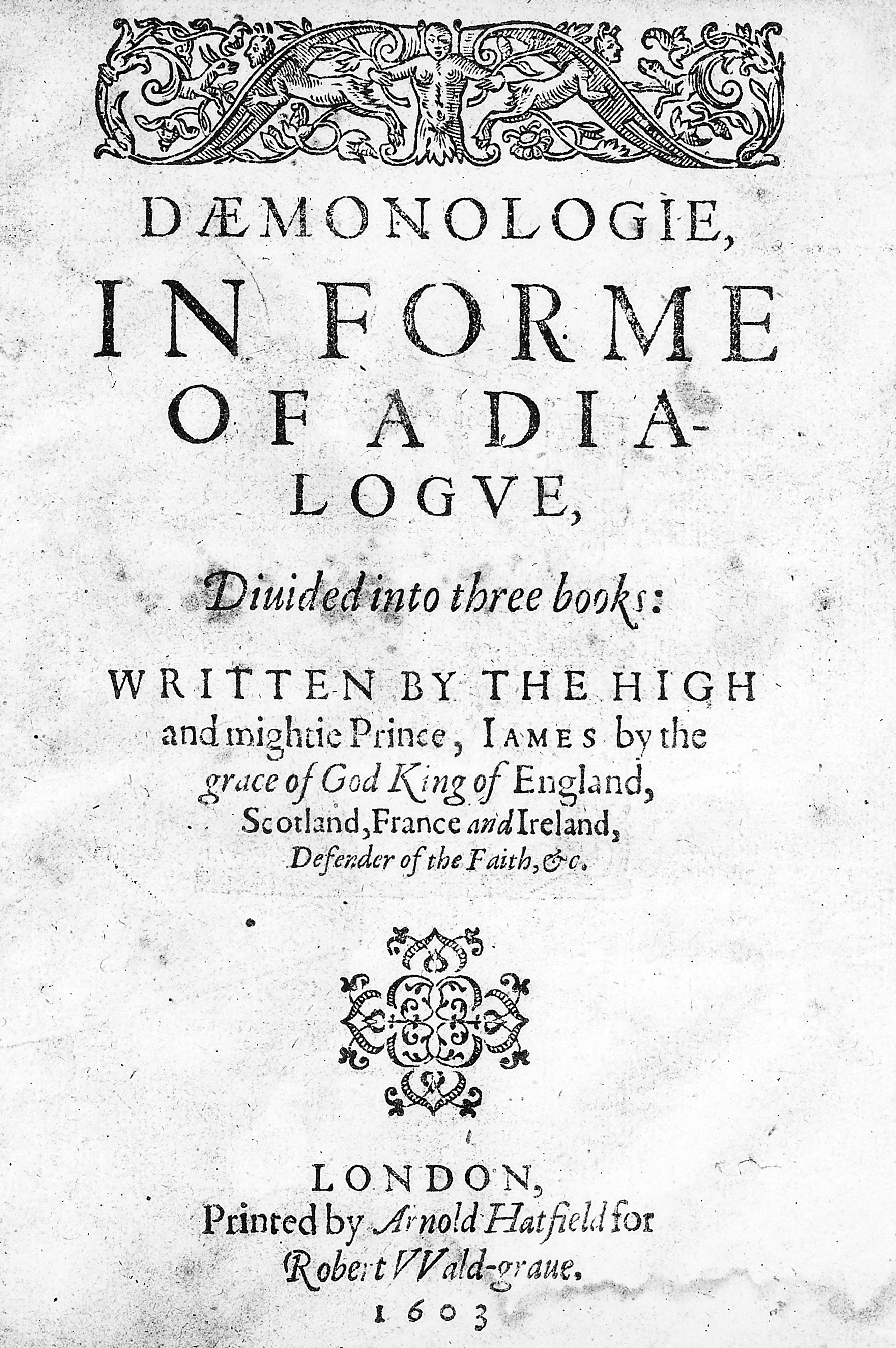
Capa do tratado de demonologia escrito por Jaime I

Além disso, é interessante pensar a grande quantidade de tratados de demonologia que surgem entre o séculos XVI e XVII, como os de Jean Bodin (De la demonomanie des sorciers) e de Jaime I da Inglaterra (Daemonologie). 
Ademais, quanto ao conhecimento do mundo natural, é importante entender que ele era entendido como tudo, inclusive anjos e demônios. De modo que, a bruxaria e a ação demoníaca eram operações dentro da natureza, a acelerando ou manipulando. Assim, não é de se estranhar que houvesse certa contemplação em relação a bruxaria por certos estudiosos do século XVII, afinal, um médico com pleno conhecimento da natureza poderia fazer tudo que uma bruxa faz.
Enquanto ações do demônio eram alterações no mundo natural, segundo São Tomás de Aquino, milagres estariam fora da ordem natural, e somente Deus poderia operá-los.
Portanto, é possível entender que: a "Revolução científica" que teria ocorrido na Época Moderna não rompe com o paradigma da magia imediatamente, mas de modo gradual. E isso não significa regresso ou decadência do conhecimento natural, mas parte de seu desenvolvimento. Assim, entender essas questões como resquícios da Idade Média seria ignorar essa importante sigularidade da Época Moderna.

#### Na Suécia
As perseguições às bruxas na Suécia (häxprocesser) foram relativamente reduzidas, tendo sido efetuadas principalmente no período de 8 anos, entre 1668 e 1676.

## Declínio
A partir da década de 1660, os julgamentos começaram a diminuir graças à expansão do Iluminismo que nasceu no início dos anos 1600. Em alguns países como a Polônia, o auge da caçada foi entre 1670 e 1730 (século XVIII). A Inglaterra foi o país com maior porcentagem de mulheres entre os executados, mais do que em qualquer outro país: 90%.
As elites deixaram de acreditar em bruxaria com o Iluminismo, mas continuou fazendo parte da cultura popular e uma parcela da população continuou temendo as bruxas. Linchamentos de suspeitos de feitiçaria passaram a ser comuns a partir de 1750 e houve casos de perseguição até meados do século XIX (1801–1900).[carece de fontes?]

## Número de vítimas
Um número aproximado de vítimas é impossível de obter: muitos registos perderam-se ou foram destruídos. As estimativas atuais do número de pessoas que foram executadas por bruxaria variam de cerca de 35 mil a 50 mil.
A Encyclopedia Britannica estabelece o limite de "não mais de 40 mil a 60 mil". O ponto alto dessa estimativa tem origem na primeira edição de Brian P. Levack do livro The Witch-Hunt in Early Modern Europe, que ele baixou para 45.000 na sua terceira edição. William Monter estima cerca de 32 mil mortes; Malcolm Gaskill estima 40 a 50 mil.
Segundo Julian Goodare, na Europa, a proporção geral de mulheres perseguidas como bruxas era de 80%, embora houvesse países como a Estónia, Noruega e Islândia, que visavam mais os homens. Na maior parte da Europa o estereótipo da bruxa era uma mulher, e normalmente idosa e pobre. Contudo, a utilização da tortura forçava as alegadas bruxas a fornecer os nomes de outras, sendo iniciada uma reação em cadeia, que podia levar ao julgamento de pessoas de considerável proeminência social e respeitabilidade, como aconteceu em Ellwangen, no sudoeste da Alemanha, em 1611–12.
As crianças eram também visadas: a certa altura, durante os julgamentos de Wurtzburgo de 1629, as crianças representavam 60% dos acusados, embora esta percentagem tivesse diminuído para 17% até ao final do ano.
Segundo estimativas recentes entre 500 e 1.000 pessoas foram executadas por bruxaria na Inglaterra.

## Interpretações feministas
Ao longo dos séculos XIX e XX, várias interpretações feministas dos julgamentos das bruxas foram divulgadas e publicadas. Uma das primeiras pessoas a fazê-lo foi a norte-americana Matilda Joslyn Gage, uma escritora profundamente envolvida na primeira onda do movimento feminista pelo sufrágio feminino. Em 1893, ela publicou o livro Woman, Church and State, que foi criticado por Ronald Hutton como "escrito com pressa e arrebatado no tempo de um ativismo político que não deixou espaço para pesquisas originais". Provavelmente influenciada pelas obras de Jules Michelet sobre o culto às bruxas, ela afirmou que as bruxas perseguidas no início do período moderno eram sacerdotisas pagãs aderindo a uma religião antiga que venerava uma Grande Deusa. Teriam sido perseguidas pela Igreja, segundo Matilda Gage, não apenas para eliminar a sua religião, mas para completar a quebra de qualquer espírito de independência feminina. Ela também repetiu a afirmação excessiva, extraída das obras de vários autores alemães, de que nove milhões de pessoas foram mortas durante a caça às bruxas.
Em 1973, duas feministas americanas da segunda vaga, Barbara Ehrenreich e Deirdre English, publicaram um livro, Witches, Midwives, and Nurses: A History of Women Healers, no qual afirmavam que as mulheres perseguidas tinham sido as curandeiras e parteiras tradicionais da comunidade, que estavam a ser deliberadamente eliminadas pelo establishment médico masculino. B. Ehrenreich e D. English afirmam que o surgimento da medicina como profissão, exigindo uma formação universitária, facilitou o impedimento legal da prática pelas mulheres. Com poucas excepções, as universidades estavam fechadas às mulheres (mesmo às da classe alta que podiam pagá-las), e foram estabelecidas leis de licenciamento para proibir todos, excepto os formados em universidades, da prática de medicina.